# Crudosilis wittmeri
Crudosilis wittmeri es una especie de coleóptero de la familia Cantharidae.

## Distribución geográfica
Habita en Gansu (China).